# 岡崎新熱䲁
岡崎新熱䲁（學名：Neoclinus okazakii），為條鰭魚綱䲁形目煙管䲁科新熱䲁屬的一個種，分布於西北太平洋日本海域，深度7至9公尺，本魚體延長，眼上眶具有3根分支觸鬚，底色淺棕色，上佈滿深棕色斑點，體長可達6.2公分，棲息在岩石底質潮間帶的潮池中，以小型無脊椎動物或浮游動物為食，雌魚產附著性卵，雄魚會守護卵，生活習性不明。